# 프랑스 U-19 축구 국가대표팀
프랑스 U-19 축구 국가대표팀(프랑스어: Équipe de France des moins de 19 ans de football)은 프랑스를 대표하는 19세 이하의 축구 국가대표팀으로, 프랑스의 축구 관리 기관인 프랑스 축구 연맹의 관리를 받는다. UEFA U-19 축구 선수권 대회에서 2003년부터 총 10번 참가해 2005년과 2010년, 2016년에 우승을 차지했다.